# Matej Kazár
Matej Kazár (Košice, 10 maggio 1983) è un biatleta slovacco.

## Biografia
In Coppa del Mondo ha esordito il 16 marzo 2002 a Lahti (16º) e ha ottenuto il primo podio il 10 febbraio 2012 a Kontiolahti (3º).
In carriera ha preso parte a tre edizioni dei Giochi olimpici invernali, Torino 2006 (57º nella sprint, 52º nell'inseguimento), Soči 2014 (37° nella sprint, 19° nell'individuale, 23° nell'inseguimento, 15° nella partenza in linea, 12° nella staffetta, 5° nella staffetta mista) e Pyeongchang 2018 (22º nella sprint, 31º nell'inseguimento, 34º nell'individuale, 18º nella staffetta, 20º nella staffetta mista), e a otto dei Campionati mondiali (7º nella staffetta mista a Ruhpolding 2012 e a Nové Město na Moravě 2013 i migliori piazzamenti). È inattivo dal febbraio del 2024.

## Palmarès

### Universiadi
- 1 medaglia:
  - 1 bronzo (individuale a Erzurum 2011)

### Coppa del Mondo
- Miglior piazzamento in classifica generale: 41º nel 2016
- 1 podio (a squadre):
  - 1 terzo posto